# カエルアンコウ
カエルアンコウ（蛙鮟鱇）は、アンコウ目カエルアンコウ科に属する魚類の総称、またはその代表種（学名：Antennarius striatus）のこと。
本記事では主に種としてのカエルアンコウについて記述する。「カエルアンコウ科」全体については、当該記事を参照。
かつての標準和名はイザリウオであったが後述の理由により変更された。

## 分布
伊豆諸島、小笠原諸島、北海道から九州南岸の日本海・東シナ海沿岸、瀬戸内海、宮城県から九州南岸の太平洋沿岸。
浙江省から海南島の中国沿岸、インド洋から中央太平洋までの熱帯および亜熱帯海域、ハワイ諸島、大西洋のアフリカ西海岸、ニュージャージー州沿岸からメキシコ湾を含むブラジル南部沿岸、カリブ海に分布する。地中海と北極海では見られない。

## 形態
体長は20センチメートルを超える。体は球体状で、口は大きく上向きで、前方に存在する。皮膚は柔らかく伸縮可能で、糸状の細かい突起が不規則に存在する。体色を環境に合わせて変化させることができるため、個体差が大きい。黄色や茶色がかった橙色の個体が多いが、緑色、灰色、茶色、白色、黒色の個体も存在する。体と鰭には、暗色の縞模様または細長い斑点があり、眼から放射状に延びる縞模様を持つ個体もいる。
背鰭の第一棘から発達した誘引突起が存在し、前方を向いている。先端には擬餌状体（エスカ）が存在する。背鰭は棘条2 - 7本で構成される。ボンボリカエルアンコウ (Antennarius hispidus) とは模様や体色、皮膚の突起などが似ているが、疑餌状体の形状で見分けることができる。誘引突起は背鰭第二棘と同じ長さで、暗色の縞模様がある個体が多い。背鰭第二棘は垂直で、可動である。背鰭第三棘は体後方へ向いている。背鰭第二、第三棘は背鰭と分離している。胸鰭は前足のように発達している。

## 生態
水深219メートルより浅場の砂底、砂泥底、岩場、サンゴ礁に生息する。通常水深40メートル程の場所でみられる。
泳ぎが苦手な底生魚であり、胸鰭と腹鰭で海底を歩くように移動する。普段は単独で生活するが、繁殖期には集まる。 呼吸とともに口から水を取り込み、胸鰭後方の鰓穴から勢いよく排出することで、素早く前方に進む。環境に合わせて数週間かけて体色を変え、周囲のサンゴや海綿に擬態する。捕食者を避けるためにイソギンチャクやウニなどに擬態するベイツ型擬態も行う。水を吸い込んで体を膨らませ、捕食されにくくする防御行動が知られている。
カエルアンコウ科全体に言えることだが、本種はかなり貪欲な肉食魚で、目の前を食べる獲物をすべて食べようとする。通常は小型の魚や甲殻類を捕食するが、共食いも観察されている。自分と同じ大きさの獲物であっても飲み込むことができる。本種はカエルアンコウ科の中では珍しく、夜間でも化学誘引物質を使い捕食行動をする。

擬餌状体は捕食者に目立ってしまうため、捕食時以外は短くしている。擬餌状体を生物のようにアーチ状や小刻みに動かして獲物を引き付けた後、口を普段より大きく開け、0.006秒という速さで獲物を水ごと吸い込む。

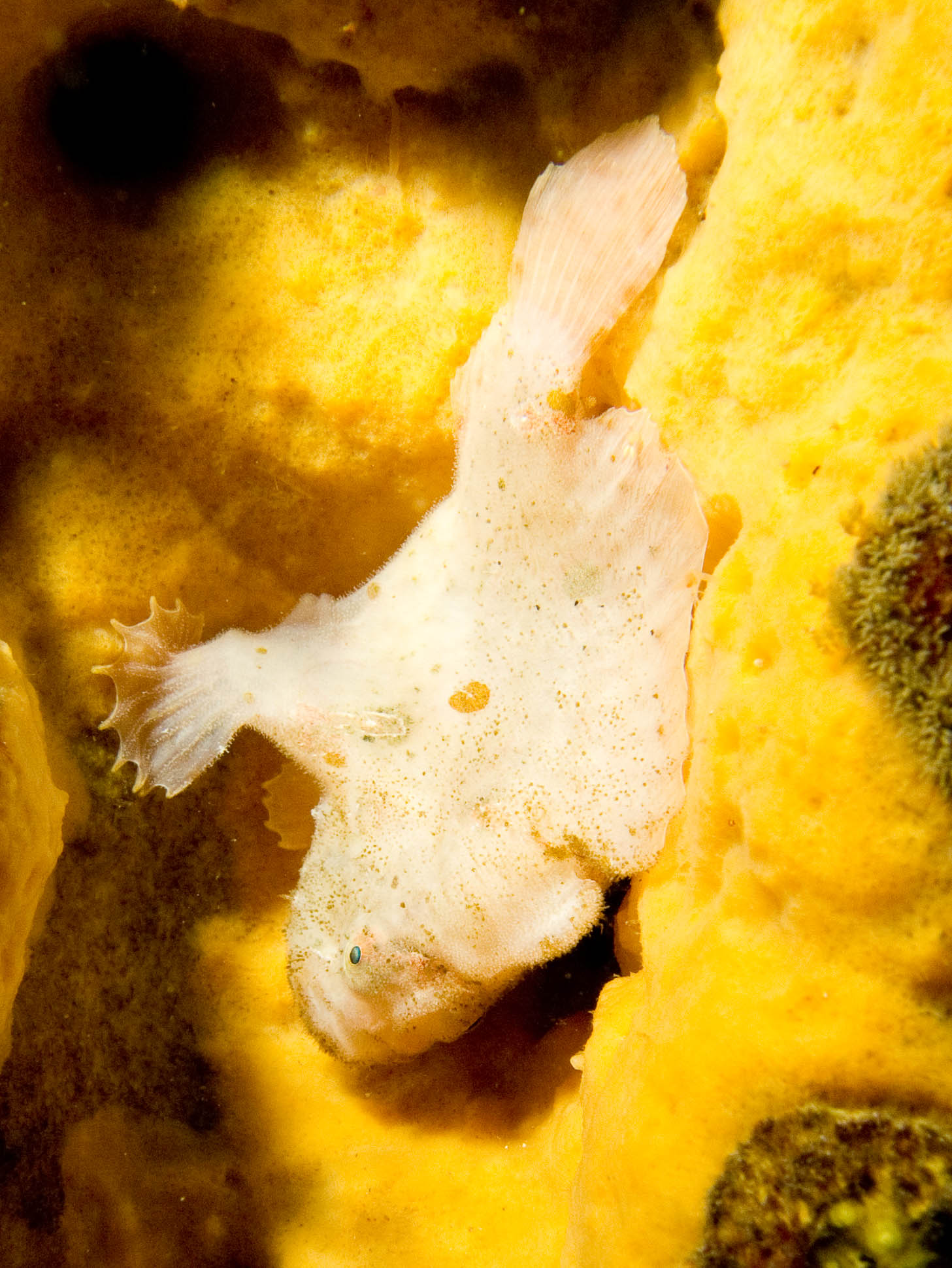
カエルアンコウ (white)

## 名称の変更
旧来はイザリウオ（躄魚）と呼ばれていたが、2007年2月1日、日本魚類学会は「イザリ」には差別的な意味があるとして、標準和名を「イザリウオ」から「カエルアンコウ」に変更した発表した。（名に「イザリ」が含まれる近縁の種や、亜目以下の各タクソンも改名された）
この改名は「いざり」という単語を「躄」すなわち足の動かない人を指す差別用語であるとしておこなわれたものであるが、イザリウオの名称由来については、
- 鼻先の疑似餌で小魚を釣って捕食する習性から「漁をする魚」すなわち「漁り魚」とする説
- 胸びれと腹びれで海底を這う姿からの連想で「座り魚」であったとする説（高知地方の方言で「座る」ことを「いざる」という）

など諸説あり、実際に高知出身の学者が「イザリウオ」に対して「座魚」と漢字を当てた例も存在する。

## 地方名
アケジロ、アゴモフグ、アゲジロ、アンコ、アンコウ、ツリンボ、サンボテ、ウオツリボウズ、トラアラカビ、ハタアラカビ、トラアラカキ、ハタアラカキ、カエルボッカ、モイオ、モクギョ、バクトオボウ

## カエルアンコウ科

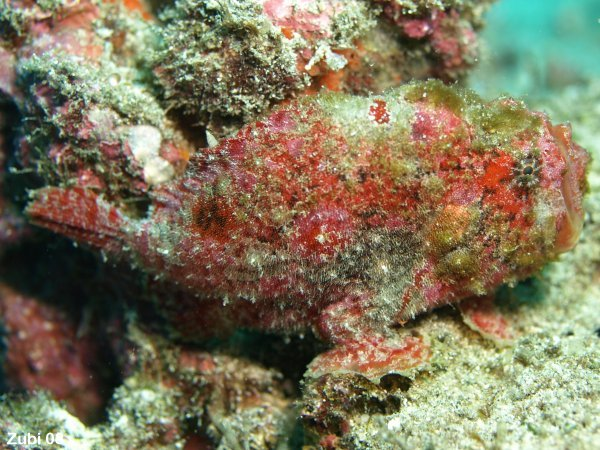
ウルマカエルアンコウ

カエルアンコウ科は世界に14属51種、日本に4属15種が知られている。以下は日本での例。
- ハナオコゼ属 - ハナオコゼ
- カエルアンコウモドキ属 - カエルアンコウモドキ、ベニカエルアンコウ
- カエルアンコウ属 - カエルアンコウ、イロカエルアンコウ、クマドリカエルアンコウ
- ソウシカエルアンコウ属 - ソウシカエルアンコウ